# H/LJQ-364型搜索雷达
H/LJQ-364型搜索雷达简称364雷达，是由中国船舶重工集团公司扬州船用电子仪器研究所（723所）设计制造的一型双坐标对海/低空搜索兼目标指示雷达。H/LJQ-364型搜索雷达主要为H/PJ-12型7管30毫米舰炮、H/PJ-11型11管30毫米舰炮等近程反导武器系统提供指示，兼顾舰载通用搜索，可对超音速导弹、飞机及海面目标进行全方位搜索及全自动录取处理，将威胁等级判断后的目标航迹或综合情报实时地传输至近程反导武器系统或作战指挥系统。364雷达可在本机操作，也可由近程反导武器系统端或作战指挥系统端遥控操作，完成自动或半自动目标指示。
H/LJQ-364型搜索雷达主要由天线（含天线座、天线罩、馈线等）、发射机柜、处理机柜、伺服机柜、显控机柜、冷却机柜、配电系统等组成，采用双频分集、脉冲压缩、自适应MTD、频率捷变及行波管放大链工作体制，频率工作范围为C波段及X波段，具有抗气象干扰、抗海浪杂波干扰、抗箔条干扰、抗宽带阻塞干扰、抗异步脉冲干扰及抗窄带瞄准干扰等能力，可录取上千批点迹数。364雷达对分辨率、距离及方位有最低要求，其发现距离因目标雷达散射截面、飞行高度、雷达转速等参数的不同而异，其目标处理批数因点际录取批数、对空通道航迹处理批数、对海通道航迹处理批数而异。
H/LJQ-364型搜索雷达装备于001型航空母舰、051C型导弹驱逐舰、052型导弹驱逐舰、052B型导弹驱逐舰、052C型导弹驱逐舰、052D型导弹驱逐舰、054型导弹护卫舰及054A型导弹护卫舰等中国人民解放军海军舰艇。364型雷达的出口单波段简化版型号为SR-64型搜索雷达，装备于F-22P型导弹护卫舰及阿兹马特号隐身导弹艇等巴基斯坦海军舰艇。